# Laura Veccia Vaglieri
Laura Veccia Vaglieri (née en 1893 et morte le 19 août 1989 à Rome) est une orientaliste italienne.

## Carrière
Fille de l'archéologue et épigraphe Dante Vaglieri (it) (1865 - 1913), elle étudie auprès d'Ignazio Guidi à l'Université de Rome « La Sapienza », puis enseigne à l'Université de Naples - L'Orientale. Ses recherches portent sur l'analyse historique et institutionnelle du monde arabe et musulman et elle écrit plusieurs ouvrages sur ces sujets. 
En outre, Veccia Vaglieri écrit de nombreux articles sur les débuts de l'islam et sur l'ibadisme. Elle contribue également à l'Encyclopédie de l'Islam et à l'histoire de la recherche sur les études Ibāḍī (en).

## Travaux
- avec Virginia De Bosis (it) : Testi giuridici relativi all' "inzal" ed altri diritti "in re aliena" nella consuetudine Tunisina, Ministero delle Colonie, Direzione generale degli Affari civili e delle Opere pubbliche, Rome, 1917.
- Apologia dell'Islamismo, Rome, 1925.
  - en anglais: An interpretation of Islam) 1957.
- Grammatica teorico-pratica della lingua araba, 2 tomes, Rome 1937.
- Il conflitto ʿAlī-Muʿāwiya e la secessione khārigita riesaminati alla luce di fonti ibāḍite, Rome, 1953.
- Traduzione di passi riguardanti il conflitto ʿAlī-Muʿāwiya e la secessione khārigita, Rome, 1954.
- L'Islam da Maometto al secolo XVI, Milan, 1963.